# Xanthonia serrata
Xanthonia serrata es una especie de insecto coleóptero de la familia Chrysomelidae.
Fue descrita científicamente en 2001 por Staines & Weisman.